# Grosvenor Bridge
Grosvenor Bridge (také často nazývaný Victoria Railway Bridge) je železniční most přes řeku Temži mezi Vauxhall Bridge a Chelsea Bridge. Ve skutečnosti se skládá ze dvou mostů postavených v polovině 19. století.
Východní část byla postavena v letech 1858 až 1860 pro London, Chatham and Dover Railway a přiváděla železniční dopravu na nádraží Victoria. Jednalo se o první železniční most přes řeku Temži v centru Londýna. Západní část byla vybudována pro London, Brighton and South Coast Railway. Obě části byl v letech 1963 až 1967 rekonstruovány a původní pilíře jsou nyní zapouzdřeny v betonovém krytu.
Na severní straně mostu se rozkládají čtvrti Pimlico a Chelsea. Lister Hospital a Royal Chelsea Hospital se nacházejí bezprostředně na severozápad. Na jižním břehu se nachází čtvrti Nine Elms a Battersea. Poblíž jižního konce mostu je možno zahlédnout dominantu elektrárny Battersea.